# Фрепонтит
Фрепонтит — цинк-алюмосилікатний мінерал з формулою (Zn,Al)3(Si,Al)2O5(OH)4, член мінерального ряду каолініт-серпентин і виникає як продукт окислення цинкових родовищ. Зустрічається зі смітсонітом, гебгардитом, віллемітом, церуситом і сауконітом.
Вперше мінерал було описано в 1927 році у В'єї Монтань, Верв'є, провінція Льєж, Бельгія. Його назвали на честь Жульєна Жана Жозефа Фрейпона (1857—1910) і Шарля де Фрейпона, геологів з Льєжа, Бельгія. На додаток до типової місцевості в Бельгії, мінерал виявлений в Цумебі, Намібія; Лавріоні, Греція; Суейлдейлі, Північний Йоркшир, Англія; копальні Silver Bill, округ Кочіс, штат Аризона; копальні Blanchard, округ Сокорро, штат Нью-Мексико; в копальні Mohawk, округ Сан-Бернардіно, штат Каліфорнія,⁣ США; і в копальні Ojuela, Мапімі, Дуранго, Мексика.
Синонімом фрепонтиту є цинальсит, про прояви якого в Казахстані було повідомлено в 1956 році.